# Groupe phage
Le groupe « phage »  est un réseau informel de biologistes regroupés autour de Max Delbrück. Ils ont largement contribué à la compréhension de la génétique bactérienne et au développement de la biologie moléculaire au milieu du XXe siècle. Le groupe « phage » tire son nom des bactériophages, des virus infectant les bactéries, que le groupe utilisait comme modèle d'étude. En plus de Delbrück, de nombreux scientifiques de renom sont associés à ce groupe : Salvador Luria, Alfred Hershey, Seymour Benzer, Gunther Stent, James D. Watson, Frank Stahl et Renato Dulbecco.

## Origine du groupe
Les bactériophages étaient un sujet de recherche expérimental depuis que Félix d'Hérelle avait développé des méthodes pour les détecter, les isoler et en faire des cultures (début 1917).  Delbrück, un physicien tourné vers la biologie et cherchant un modèle d'étude simple afin d'étudier les lois fondamentales de la vie, découvrit les phages en 1937 lors d'une visite du laboratoire T. H. Morgan a Caltech.  Delbrück ne fut pas convaincu par le modèle d'étude trop complexe de Morgan, la Drosophile, mais un autre chercheur, Emory Ellis, travaillait sur les phages. Au cours des années suivantes, Ellis et Delbrück ont collaboré pour mettre au point des méthodes de décompte de phages et de suivi de courbes de croissances ; ils ont compris les bases de la croissance virale et du cycle lytique.

## Principaux contributeurs

### Emory Ellis(1906-2003) etMax Delbrück(1906-1981)
Dans un article rétrospectif, Ellis mentionne que «Peu après l'arrivée de Max Delbrück au département de biologie de Caltech, soucieux de découvrir comment son bagage en physique pouvait être efficacement appliqué à des problèmes biologiques, je lui montrai une courbe de croissance en palier. Son premier commentaire fut "Je n'y crois pas."» Toutefois, tel qu'Ellis le décrit, Delbrück fut prompt à dissiper sa réaction initiale par sa propre analyse du phénomène et joignit le travail avec enthousiasme, apportant son expertise en mathématiques et en physique, de plus qu'un intérêt prononcé de la génétique. Les résultats de leurs premiers travaux collaboratifs furent publiés en 1939.

### Salvador Luria(1912-1991) etAlfred Hershey(1908-1997)
Le groupe phage débuta aux alentours de 1940, à la suite d'une rencontre entre Delbrück et Luria à une conférence de physique. Ceux-ci commencèrent une série de collaborations expérimentales sur les schémas d'infection pour différentes sources de bactéries et de bactériophages. Ils établirent rapidement le «principe d'exclusion mutuel», citant qu'une bactérie individuelle ne peut être infectée que par une source de phages. En 1943, leur test de fluctuation, plus tard appelé l'expérience de Luria-Delbrück, montre que les mutations génétiques pour la résistance aux phages apparaissent en l'absence de sélection, plutôt qu'en réponse à celle-ci,. Avant 1943, les bactériologistes spéculaient que les bactéries n'avaient ni chromosome ni gène. L'expérience de Luria-Delbrück montre que les bactéries, tout comme les autres modèles établis d'organismes génétiques, ont des gènes et que ceux-ci peuvent spontanément muter pour générer des mutants et peuvent alors se reproduire pour former des lignées clonales. Cette année, ils débutèrent également une collaboration avec Alfred Hershey, un autre expérimentateur des phages. En 1969, les trois partageront un prix Nobel en physiologie et médecine, «pour leurs travaux concernant les mécanismes de réplication et la génétique des virus.»
Hershey décrit rétrospectivement les circonstances menant à l'expérience usant des phages qu'il performa en 1952 avec son assistante de recherche, Martha Chase, plus tard connue sous l'appellation d'expérience de Hershey et Chase. Celle-ci procura la preuve clé que l'ADN, distinct des protéines, est le matériel génétique des phages, laissant supposer que cela s'applique à l'entièreté du domaine vivant. 
En 1946, Luria fit une découverte qui était destinée à ouvrir une nouvelle perspective sur la façon dont la stabilité de l'ADN est atteinte. En effet, il découvrit que quand, après irradiation UV, deux phages «morts» ou plus entrent la même cellule bactérienne, ceux-ci reprennent souvent vie et produisent une progéniture normale vivante. Il s'agit du premier exemple de réactivation de cellules ou d'organismes qui furent endommagées par radiation. Luria interprète alors correctement que la réactivation est due à une recombinaison génétique. 
Tel que remémoré par Luria, la découverte de la réactivation de phages irradiés a immédiatement commencé une volée d'activités dans la recherche sur la réparation des dommages radiatifs au sein du groupe phage. Il s'avéra plus tard que la réparation par support mutuel des phages irradiés observée par Luria n'était qu'un cas spécial de la réparation d'ADN. Les cellules de tous types, pas uniquement les bactéries et leurs virus, mais bien tous les organismes étudiés, incluant les humains, possèdent des processus biochimiques complexes de réparation d'ADN endommagé. Les processus de réparation d'ADN sont aussi reconnus pour leur rôle critique dans la protection contre le vieillissement, le cancer et l'infertilité. 